# État de Guanabara
Pour les articles homonymes, voir Guanabara.
1960–1975
Entités précédentes :
- District fédéral (pt)

Entités suivantes :
- Rio de Janeiro

L'État de Guanabara est un ancien État du Brésil, qui a existé de 1960 à 1975. Il comprend le territoire de l'actuelle municipalité de Rio de Janeiro. Il tire son nom de la baie de Guanabara, sur les rives de laquelle se situe la ville de Rio de Janeiro.

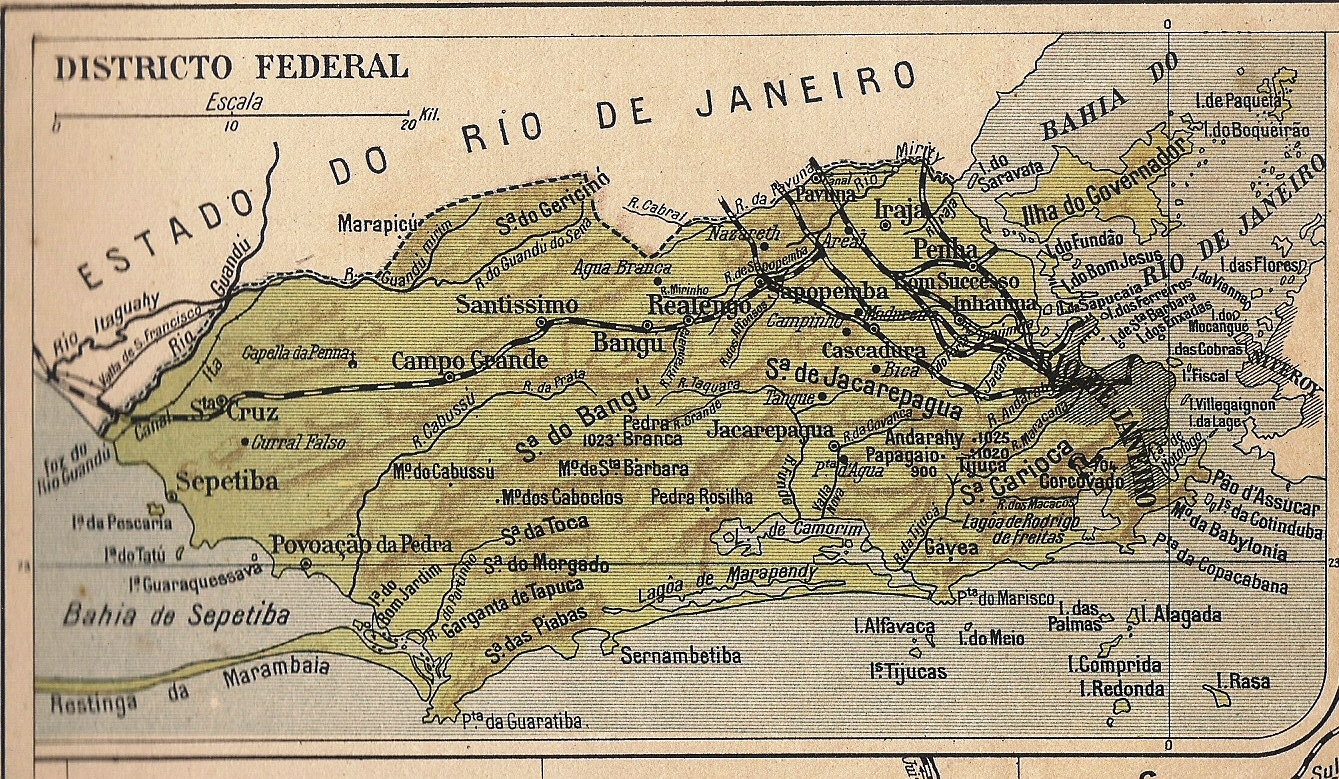
Carte du district fédéral en 1922, dont le territoire deviendra l'État de Guanabara.

De la création de la république en 1891 à 1960, son territoire constitue le premier district fédéral (pt) du Brésil avant que le pouvoir ne soit transféré dans la capitale actuelle Brasilia et le district fédéral déplacé. Le territoire est alors constitué en États au sein de la fédération brésilienne.
Le 15 mars 1975, l'État de Guanabara (avec Rio pour capitale) et l'État de Rio de Janeiro (avec Niterói pour capitale) fusionnent pour former un seul État, l'actuel État de Rio de Janeiro, avec la ville de Rio de Janeiro pour capitale.